# Pedro Martínez Luna

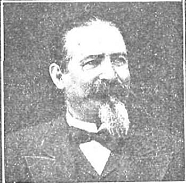
Pedro Martínez Luna, en Nuevo Mundo.

Pedro Martínez Luna (?-1903) fue un político español, diputado a Cortes durante la Restauración.

## Biografía
De ideología liberal progresista, participó en la Revolución de 1868 y fue cercano a políticos como Emilio Castelar, Manuel Becerra y Nicolás María Rivero, además de mantener una gran amistad con Práxedes Mateo Sagasta. Concejal de Madrid, así como hacia 1883 alcalde interino de la ciudad, obtuvo escaño de diputado a Cortes por el distrito electoral de la ciudad de Madrid en las elecciones de 1881 y 1886. Falleció en Madrid el 9 de julio de 1903.